# Cordyloporus sulcatus
Cordyloporus sulcatus är en mångfotingart som beskrevs av Carl Graf Attems 1898. Cordyloporus sulcatus ingår i släktet Cordyloporus och familjen Chelodesmidae. Inga underarter finns listade i Catalogue of Life.